# Hernando García
Hernando García Rodríguez (Villa del Rosario, Colombia, 6 de enero de 1961), simplemente conocido como El Mico García, es un exfutbolista y director técnico colombiano.
Su padre fue ciclista profesional aunque sin mucha trascendencia; 2 de sus 8 hermanos Ricardo García y José Luis García también siguieron sus pasos y fueron futbolistas profesionales.

## Trayectoria

### Como jugador
Debutó en el año 1980 con apenas 19 años en el Atlético Bucaramanga allí permaneció 3 años y medio. En busca de mejores oportunidades se fue para el Cúcuta Deportivo a mediados del año 1983; allí llamó la atención de Jorge Luis Pinto quien lo trajo para la siguiente temporada a Millonarios con el cual le fue muy bien, siendo gratamente calificado por la afición embajadora. Durante los casi 4 años que estuvo en la capital disputó 174 partidos y convirtió 8 goles. Para comienzos de 1990 ficha con el Once Caldas club con el que decide terminar su carrera deportiva.

### Como entrenador
Apenas terminó su contrato como jugador con el Once Caldas en 1990, llegó nuevamente a Bogotá para ser el asistente técnico de Millonarios siendo asistente del "Nano" Prince. Luego de unos años decide comenzar su carrera como DT en propiedad, empezando a dirigir a la selección Bogotá entre idas y venidas se ha consagrado campeón en 5 ocasiones también paso por la reconocida escuela Caterpilar Motors y un par de escuelas más, dejando una muy buena imagen como DT a sus dirigidos.

## Clubes
| Club                 | País     | Año         |
| -------------------- | -------- | ----------- |
| Atlético Bucaramanga | Colombia | 1980 - 1983 |
| Cúcuta Deportivo     | Colombia | 1983        |
| Millonarios          | Colombia | 1984 - 1989 |
| Once Caldas          | Colombia | 1990        |

## Palmarés

### Campeonatos nacionales
| Título           | Club        | País     | Año  |
| ---------------- | ----------- | -------- | ---- |
| Primera División | Millonarios | Colombia | 1987 |
| Primera División | Millonarios | Colombia | 1988 |